# フュード/確執 ベティ vs ジョーン
『フュード/確執 ベティ vs ジョーン』（FEUD: BETTE AND JOAN）は、2017年に放送されたアメリカ合衆国のテレビドラマシリーズ（伝記ドラマ）。1962年公開の映画「何がジェーンに起ったか?」で競演したベティ・デイヴィスとジョーン・クロフォードの対立する人生を描く。Shaun Considine著による1989年刊行のノンフィクション「Bette and Joan: The Divine Feud」が原案で、ライアン・マーフィーが製作した。アメリカではFX、日本ではスターチャンネルで放送された。
番組は批評家から絶賛され、第69回プライムタイム・エミー賞では主要10部門にノミネートされた。その後、続編の可能性が報じられたものの長らく休眠状態が続いたが、2024年にトルーマン・カポーティと上流階級の友人女性たちの関係を描いたシーズン2（en:Feud: Capote vs. The Swans）が放送された。

## スタッフ
- 製作：ジャフィ・コーエン、マイケル・ザム、ジェシカ・ラング、スーザン・サランドン
- 企画：ライアン・マーフィー、ジャフィ・コーエン、マイケル・ザム
- 製作総指揮：ライアン・マーフィー、デデ・ガードナー、ティム・マイナー、アレクシス・マーティン・ウッドオール

## キャスト
※括弧内は日本語吹替。
- ジョーン・クロフォード：ジェシカ・ラング（夏木マリ）
- ベティ・デイヴィス：スーザン・サランドン（秋吉久美子）
- ヘッダ・ホッパー：ジュディ・デイヴィス
- ママシータ（クロフォードの家政婦）：ジャッキー・ホフマン
- ロバート・アルドリッチ：アルフレッド・モリナ（楠見尚己）
- ジャック・L・ワーナー：スタンリー・トゥッチ（原康義）
- ポーリン・ジェイムソン（アルドリッチのアシスタント）：アリソン・ライト
- オリヴィア・デ・ハヴィランド：キャサリン・ゼタ＝ジョーンズ（日野由利加）
- ジョージ・キューカー：ジョン・ルービンスタイン
- ウィリアム・キャッスル：ジョン・ウォーターズ
- ジョーン・ブロンデル：キャシー・ベイツ（一柳みる）

## エピソードタイトル
- 第1話 「伝説のライバル女優」 - Pilot
- 第2話 「憎きライバル」 - The Other Woman
- 第3話 「最愛のママより」 - Mommie Dearest
- 第4話 「明暗」 - More, or Less
- 第5話 「受賞者は…」 - And the Winner Is... (The Oscars of 1963)
- 第6話 「“ババア映画”」 - Hagsploitation
- 第7話 「嫉妬の果て」 - Abandoned!
- 第8話 「ずっと仲良しでいられたのに」 - You Mean All This Time We Could Have Been Friends?

## 受賞
- 第69回エミー賞 リミテッドシリーズ／テレビムービー部門 [4]
  - メークアップ賞
  - ヘアスタイリング賞